# Ascari A10
El Ascari A10 es un prototipo de automóvil deportivo producido por la empresa Ascari Cars que fue concebido por el holandés Klaas Zwart y diseñado por el exdiseñador de Fórmula 1 Paul Brown. Este modelo es una evolución del KZ1-R que participó en el Campeonato de España de GT.
El A10 cuenta con un motor V8 5.0 de BMW modificado, que produce 625 CV entregados a través de una caja de cambios manual de 6 velocidades. También tiene un chasis de fibra de carbono, como el Ascari KZ1, con cambios en la suspensión y en la carrocería.
La compañía planeaba fabricar 50 unidades del A10 en su fábrica de Banbury a un precio de 650.000 $, pero finalmente sólo se construyó el prototipo.

## Especificaciones
Motor: 4.941 cc, V8
Potencia: 625 CV, 7500 rpm
0 a 100 km/h: 2,8 s
0 a 160 km/h: 5,8 s
Velocidad máxima: 346 km/h